# Víctor de Gauna
Víctor de Gauna o el Llaurador, en euskera Bítor i en castellà Vítor (Elorriaga, Àlaba, País Basc - Iruraitz-Gauna, abans del s. X) fou un camperol eremita basc. Tot i no haver estat canonitzat formalment, és venerat com a sant pels catòlics, especialment a la zona on visqué.

## Llegenda
Se sap poc de la seva vida, i és probable que es tracti d'una figura llegendària, sorgida de la confusió amb altres sants resal. Segons la tradició, era un pagès d'Elorriaga, o de Mendoza segons altres fonts, que es va retirar per fer vida eremítica a l'ermita de San Bernabé, prop de Gauna, a l'actual Monte San Vítor. Hi visqué en llaor de santedat fins a la seva mort.
El primer document on consta és de 1049, una carta de donació on Munio Tellez ofereix al monestir de San Millán de la Cogolla dues poblacions situades "qui est situm juxta Sancti Victoris", "vora Sant Víctor".

## Veneració
Les notícies més antigues sobre el culte a Àlaba daten de mitjan segle xi, a l'ermita de Gauna. La devoció s'estén per terres d'Àlaba, Biscaia, Navarra i La Rioja.

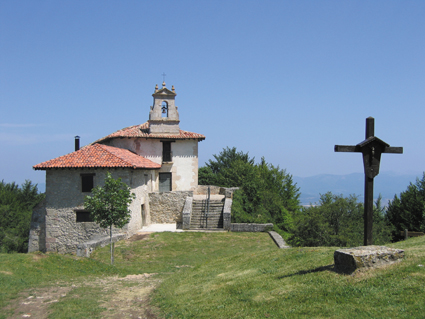
Ermita de San Vítor de Gauna

En 1587 s'hi trobà un cos incorrupte, atribuït al sant; el crani se'n conserva en un reliquiari d'argent del començament del segle xvii, i la resta, sota l'altar de la capella. Hi ha el costum de fer passar aigua pel reliquiari del crani per beneir amb ella els camps i guarir les malalties del cap. Prop hi ha la Fuente de la Herradura, amb forma de ferradura i que, segons la llegenda, sorgí quan un dels cavalls de Víctor colpejà la roca amb la pota.
La festa n'és el 12 de juny, i una confraria puja a l'ermita en romeria, a més d'altres, com el primers dilluns i dissabte de setembre. La confraria ja existia en 1758, quan ja se'n diu que era antiga.